# Автоматизовані системи керування та прогресивні інформаційні технології
Автоматизо́вані систе́ми керува́ння та прогреси́вні інформаці́йні техноло́гії — спеціальність, яка охоплює методологічні основи, інструментальні засоби створення автоматизованих систем керування (АСК) і прогресивних інформаційних технологій у різних галузях людської діяльності; розроблення критеріїв оцінки їх якості, реалізації принципів оптимізації при створенні конкурентних автоматизованих систем, а також досліджує закономірності побудови інформаційних комунікацій і розробляє теоретичні засади побудови систем накопичування, переробки, збереження й використання для задоволення інформаційних потреб.

## Напрямки досліджень
Напрямки досліджень:
- Розробка наукових і методологічних основ побудови автоматизованих систем переробки інформації й керування;
- розробка і побудова інформаційних моделей об’єктів автоматизації та процесів, що автоматизуються;
- розробка моделей автоматичних робочих місць на базі сучасних комп’ютерних засобів, автоматизованих функцій та завдань організаційного управління в багаторівневих структурах;
- дослідження, розроблення та впровадження баз даних і передових інформаційних технологій у загальнодержавних та корпоративних (відомчих) автоматизованих комп’ютерних системах і мережах, включаючи інтернет;
- дослідження, розроблення та впровадження інструментальних засобів для побудови універсальних та спеціалізованих автоматизованих комп’ютерних систем і мереж, включаючи системи дистанційної освіти;
- розробка теоретичних основ алгоритмізації функціональних задач керування і переробки інформації, аналіз ефективності АСК;
- розробка методів перетворення і передачі інформації в автоматизованих системах переробки інформації і керування;
- системний аналіз, дослідження і розроблення архітектур та принципів побудови багаторівневих, територіально розосереджених комп'ютерних систем та мереж з розподіленими базами даних, в тому числі комерційного призначення;
- розробка програмного забезпечення для комп'ютерних мереж і систем розподіленої обробки даних;
- розробка методів контролю, класифікації, кодування і забезпечення достовірності інформації, математичне моделювання похибок у трактах обміну даними інформаційно-телекомунікаційних мереж;
- моделювання предметних галузей інформаційних систем (аналітичне, імітаційне, інфологічне, об'єктно-орієнтоване тощо);
- розробка інформаційно-пошукових і експертних систем обробки інформації для прийняття рішень;
- розробка і дослідження автоматизованих систем технічної діагностики, геоінформаційних систем, інформаційних технологій для економічного моніторингу, комп'ютерних аспектів електронного бізнесу;
- розробка архітектури, методів і алгоритмів автоматизованих інформаційно-пошукових телекомунікаційних систем і мереж та засобів технічного оснащення бібліотек, музеїв та архівів (електронні каталоги, автоматизовані робочі місця, комп'ютерна бібліографія, національна бібліографія, системи автоматизованого доставляння документів тощо);
- дослідження та розробка методів і алгоритмів підвищення надійності, живучості та достовірності інформаційних систем і процесів.